# فيلي الكسندر (لاعب كرة قدم أمريكية)
فيلي الكسندر (بالإنجليزية: Willie Alexander)‏ هو لاعب كرة قدم أمريكية أمريكي، ولد في 21 سبتمبر 1949 في مونتغومري في الولايات المتحدة.

## وصلات خارجية
- فيلي الكسندر على موقع مرجع كرة القدم المحترفة.كوم (الإنجليزية)